# Чеченцы в Турции

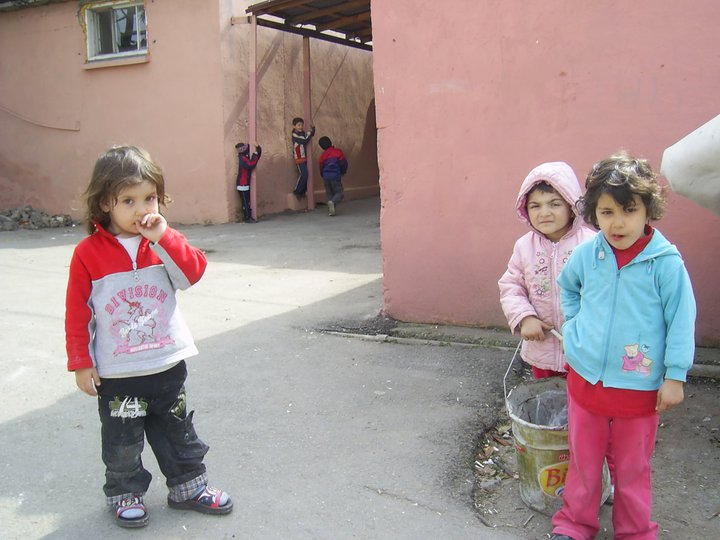
Чеченские дети в лагере беженцев в Стамбуле

Чеченцы в Турции (чечен. Туркойчура нохчий, тур. Türkiye Çeçenleri) — диаспора чеченцев в Турции численностью около 100 тысяч человек на 2011 год. Часть является потомками нахских мухаджиров 1864 года. Другая крупная миграция произошла в ходе первой и второй чеченских войн.

## История
Чеченцы переселились в Османскую империю после Кавказской войны и русско-турецкой войны 1877—1878 годов как беженцы. Чечня была тем местом, из которого переселилось больше всего людей в процентном соотношении на всём Восточном Кавказе. Это явление коснулось практически всех чеченских обществ: карабулаков, галашевцев, аккинцев, чеберлойцев, ичкеринцев, шатойцев, ауховцев, шаройцев и др. Чеченцев предполагалось поселить у границ Российской Империи, чем, собственно, была недовольна последняя сторона. Послы царской России прилагали все усилия для того, чтобы чеченцев в Османской Империи поселяли как можно дальше от российских владений. После договорённости между представителями двух государств почти 20 % населения чеченского народа были готовы выселиться из родных краёв. 5 000 чеченских семей разделённых на 28 партий начали выдвигаться из Владикавказа, первая партия начала свой путь в конце мая 1865 года, последняя — 16 августа того же года. Переселенцам разрешалось брать с собой в путь всё своё имущество, включая скот. На пути следования предоставлялись дрова и сено, партии сопровождал конвой. Чеченцы организованно, соблюдая порядок, и не совершив ни единой кражи по пути следования, покинули пределы Российской Империи.
Турецкая сторона не могла удовлетворить требования российских представителей и пожелания чеченских переселенцев, что вызвало недовольство со стороны последних. К середине осени 1865 года небольшая группа чеченцев стояла снова у границ двух государств и пыталась вернуться на родину, но никому не позволили пересечь пограничную линию, после вооружённой попытки чеченцев пробиться через посты были стянуты туда дополнительные силы для лучшего надзора. Власти боялись, что после одной удачной попытки чеченцев вернуться на чеченские земли, вся проделанная ими работа по переселению горцев в пределы Османской Империи окажется напрасной. В период с 1866 по 1870 гг. примерно 2500 чеченцев сумели тайно проникнуть в пределы Российской Империи. В Турции к 1871 году из 22-23 тыс. чеченцев переселившихся в 1865 году оставалось только около 10 тыс. человек, многие погибли из-за сложных климатических условий.
Во время Второй чеченской войны 1999—2009 годов в Турцию прибыли несколько тысяч чеченских беженцев. Они были поселены в лагерях беженцев в Стамбуле и Ялове. Сегодня их численность составляет около 1000 человек.
В мае 2012 года в турецком городе Сивас правительственная делегация из Чечни приняла участие в открытии Чеченского культурного центра. В ходе этого визита Сивас и Грозный были объявлены городами-побратимами.

## Расселение
Чеченские поселения в Турции:
- Ağaçlı (Агачлы́, также Анаварза́) — провинция Адана.
- Alaçayır (Алачайы́р) — провинция Сивас.
- Altınyayla (Алты́н-Яйла́) — провинция Кахраманмараш
- Aşağıborandere или Şeşen Jambotey (Ашагыборандере, Шешен-Джамботей) — провинция Кайсери.
- Aydınalan (Айдынала́н, также Исламсо́р) — провинция Карс.
- Bağiçi (Багичи́) — провинция Муш.
- Bozkurt (Бозку́рт) — провинция Муш.
- Canabdal (Джанабда́л) — провинция Сивас.
- Çardak (Чарда́к) — провинция Кахраманмараш.
- Çınardere (Чынардере́) — провинция Чанаккале.
- Çöğürlü (Чёгюрлю́, также Арынч) — провинция Муш.
- Demirköprü (Демиркёпру́) — провинция Сивас.
- Dikilitaş (Дикилита́ш) — провинция Адана.
- Gücüksu / Behliöyl (Гюджюксу́) — провинция Кахраманмараш.
- Kahvepınar (Кахвепына́р) — провинция Сивас.
- Karalık (Каралы́к) — провинция Йозгат.
- Kazancık (Казанджи́к) — провинция Сивас.
- Kesikköprü (Кесиккёпру́) — провинция Йозгат.
- Kıyıbaşı / Arıncık (Кыйыбаши́ / Арынджи́к) — провинция Муш.
- Serinova (Серинова́) — город в провинции Муш. Чеченцы населяют район Айдынгюн, остальные районы (Бакырджилар, Чагдаш и Хюрриет) населяют курды.
- Yenigazi (Йенигази́) — провинция Карс.
- Tepeköy (Тепекёй) — провинция Муш.
- Ulusırt (Улусы́рт) — провинция Муш.
- Yukarıhüyük (Юкарыхюйю́к) — провинция Сивас.

## Известные представители диаспоры

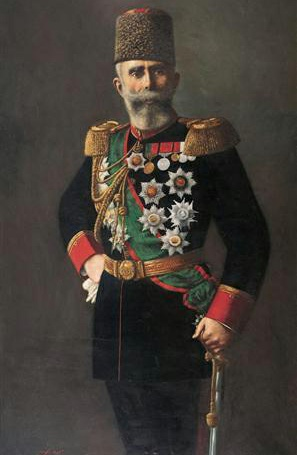
Махмуд Шевкет-паша.

Одним из наиболее известных представителей диаспоры был Махмуд Шевкет-паша (1856—1913) — военный и политический деятель Османской империи, великий визирь Османской империи. Потомком выходцев из Чечни был и Шахин Бей (настоящее имя Мухьаммад Саӏид) — народный герой Турции, защитник города Антеп. Генерал армии Довхан Гуйреш был командующим турецкой армией в 1990-х годах, с 1994 года депутат Парламента Турции. Чеченские корни имел начальник генерального штаба армии Турции в 1990—1994 годах Гурес Доган. Чеченцы есть и в среде турецкой интеллигенции. Одним из них является писатель Тарик Джемал Кутлу — публицист, переводчик, профессор, бывший ответственный секретарь журнала «Kuzey Kafkasya» — «Северный Кавказ» (1970—1978 годы). Шейма-Нур Канполат (1999) — призёр чемпионатов мира по кикбоксингу.